# Lieke Martens
Lieke Elisabeth Petronella Martens (Nieuw-Bergen, Països Baixos, 16 de desembre de 1992) és una futbolista neerlandesa. Juga com a davantera al Paris Saint Germain (PSG) de la Primera Divisió femenina de França i a la selecció nacional dels Països Baixos.
Martens va signar pel FC Barcelona el 12 de juliol de 2017 després d'haver guanyat l'eurocopa aquell mateix estiu amb la selecció holandesa i d'haver sigut elegida millor jugadora de la competició amb 3 gols i 2 assistències. El 23 d'octubre de 2017 va guanya el premi The Best a millor jugadora segons la FIFA. La temporada 2020-21 va aconseguir el triplet amb el Barcelona.

## Trajectòria

### Inicis
Lieke va néixer a Bergen al nord de la província de Limburg. Va començar a jugar a futbol als 5 anys en el RKVV Montagnards. El 2005 es va unir a l'Olympia '18 amb només 13 anys. Tres anys més tard, va participar en el projecte de la Hogeschool van Amsterdam entre els anys 2008 fins al 2009 sent el seu últim pas abans d'arribar a la professionalitat.

### SC Heerenveen
Martens va donar el pas a l'Eredivisie als setze anys, primer amb el SC Heerenveen el 2009 i el 2010, al club va marcar dues vegades en divuit aparicions per al club.

### VVV-Venlo
Martens va continuar als Països Baixos quan es va unir al VVV-Venlo, de la província de Limburg, la seva ciutat natal. Martens va marcar el seu primer gol a l'Eredivisie davant el mateix SC Heerenveen, mitjançant un penal. Va jugar 20 partits amb el club i va marcar 9 gols.

### Standard Lieja
En 2011, Martens va ser traspassada a l'Standard Liège de la Primera Divisió Belga. En el primer partit oficial amb l'Standard, va marcar dos gols per ajudar a aconseguir el seu primer títol, la Supercopa BeNe. Al final de la primera temporada, va guanyar el títol de lliga 2011-12.
De la mateixa manera, va realitzar el seu debut a la Lliga de Campions Femenina de la UEFA, marcant en l'eliminatòria de setzens de final davant del Brøndby IF. El seu primer gol a la competició continental va arribar en el partit de tornada, on va convertir un penal per posar a l'Standard 4-3 per davant, però, van caure finalment per un 4-5 global.
Martens va marcar 17 gols en els sis mesos que va estar al club.

### Duisburg

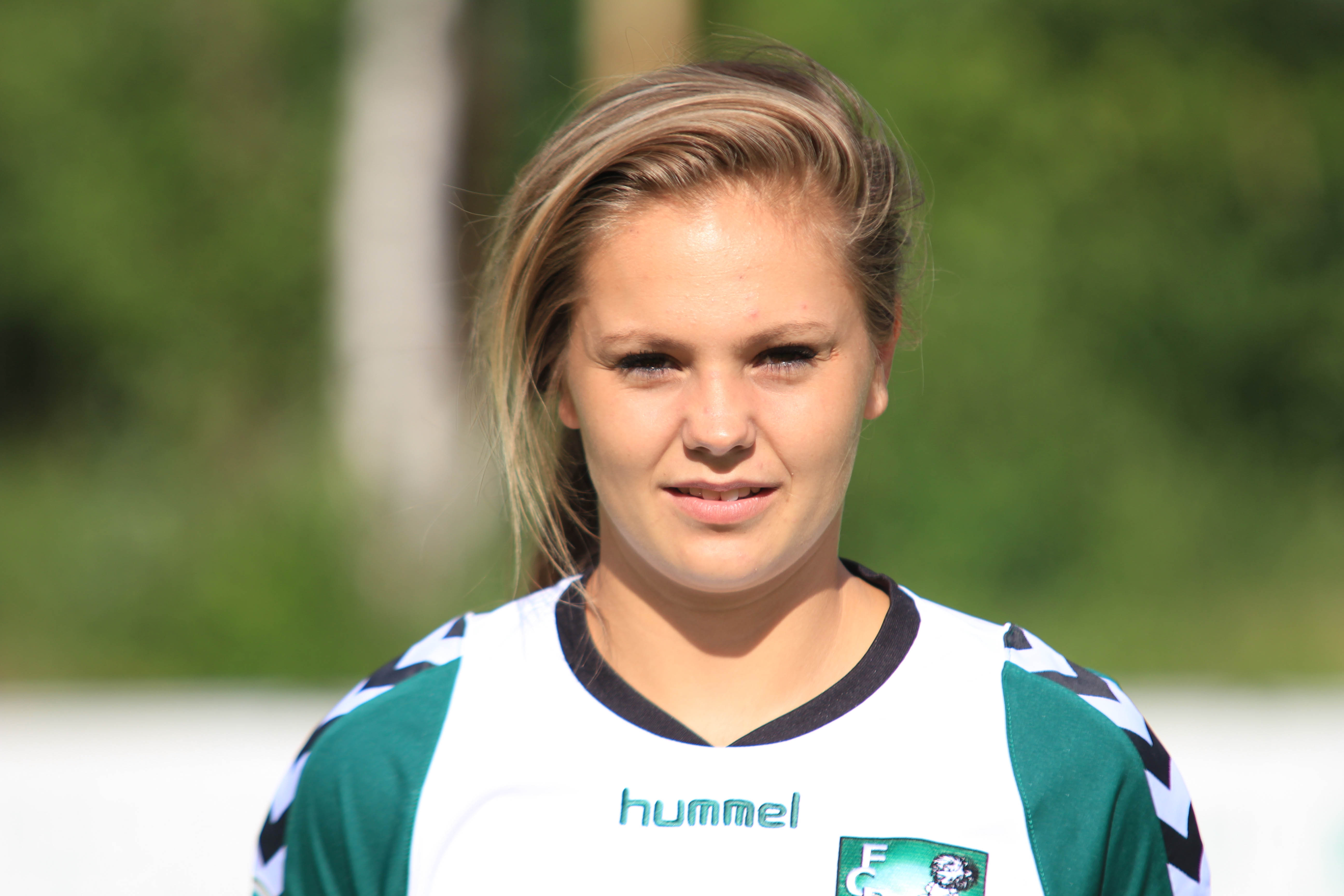
Martens amb el Duisburg el 2012.

Després de passar un any a l'Standard Liège, al març de 2012 es va fer oficial el seu fitxatge pel MSV Duisburg de la Bundesliga alemanya. Desafortunadament per a Martens, el seu traspàs es va endarrerir a causa d'una confusió de tràmits dins de la Federació Alemanya de Futbol, per la qual cosa no se li va permetre jugar fins al juliol de 2012.

### Kopparbergs/Göteborg
Martens va passar a la Damallsvenskan sueca quan va fitxar pel Kopparbergs/Göteborg Fotboll Club abans de la temporada 2014. Martens va fer el seu debut contra el Vittsjö GIK. L'entrenador Stefan Rehn va lloar la tècnica de Martens i la seva compenetració amb la davantera centre compatriota seva Manon Melis.

### Rosengård
El novembre de 2015, es va anunciar que Martens havia abandonat el Göteborg, traspassada al campió de Damallsvenskan FC Rosengård amb un contracte d'un any.
A la Lliga de Campions 2016-2017, van ser eliminades de la competició pel seu futur club el FC Barcelona als quarts de final amb un marcador global de 3-0. A la semifinal de la Svenska Cupen de 2016, va aconseguir el gol de la victòria contra el Piteå IF per arribar a la final de la copa. Martens va marcar a la final, en la qual el Rosengård va guanyar el partit per 3-1. Martens també va guanyar la Supercopa sueca amb el club, a més d'acabar la lliga en segon lloc.
Martens va deixar el Rosengård el juliol de 2017. Quan va marxar del club, estava empatada com a tercera màxima golejadora de la lliga a la competició d'aquella temporada amb vuit gols en 11 partits.

### FC Barcelona
El juliol de 2017, Martens va fitxar pel FC Barcelona amb un contracte de tres anys. Va debutar amb el club com a suplent en una victòria per 9-0 contra el Zaragoza CCF. Va marcar el seu primer gol amb el Barcelona en una victòria per 10–0 davant el Santa Teresa. El Barcelona va acabar la lliga d'aquella temporada en segona posició, a un punt del seu rival l'Atlético de Madrid. Martens va fer vuit assistències i va marcar 11 gols a la lliga aquell any, i va ser la segona màxima golejadora de l'equip darrere d'Andressa Alves.
A les semifinals de la Copa de la Reina, Martens va obrir el marcador contra l'Athletic Club de Bilbao però Lucía García va aconseguir l'empat menys d'un minut després. El partit va anar a penals on el Barcelona va passar a la final contra l'Atlético de Madrid. Martens va jugar els 120 minuts de la final que es va disputar l'Estadi Romà de Mèrida i va acabar a la pròrroga. El Barcelona va guanyar amb un gol de Mariona Caldentey en el minut 122. La Copa de la Reina 2018 va ser el seu primer gran títol amb el club.
A la Lliga de Campions 2017-2018, Martens va donar tres assistències en una victòria contra el rival de vuitens de final l'FC Gintra. En els quarts de final de la competició d'aquell any, el Barcelona es va enfrontar a l'Olympique de Lió, on va perdre 3-1 en el global. Martens va ser inclosa a l'Equip de la Temporada de la Lliga de Campions, juntament amb la portera Sandra Paños.
Durant gran part de l'inici de la temporada 2018-19, Martens va haver de fer front a múltiples lesions. El 2019, Martens va ser titular contra l'Atlético de Madrid al Wanda Metropolitano, en un partit que va batre el rècord d'assistència a un partit de futbol femení amb 60.739 assistents. El Barcelona va guanyar 0-2, però la victòria no va ser suficient per assegurar-se un títol de lliga, i van acabar segon lloc per quarta temporada consecutiva. A la Copa de la Reina, van ser eliminades en les semifinals per l'Atlético després de caure per 2-0.

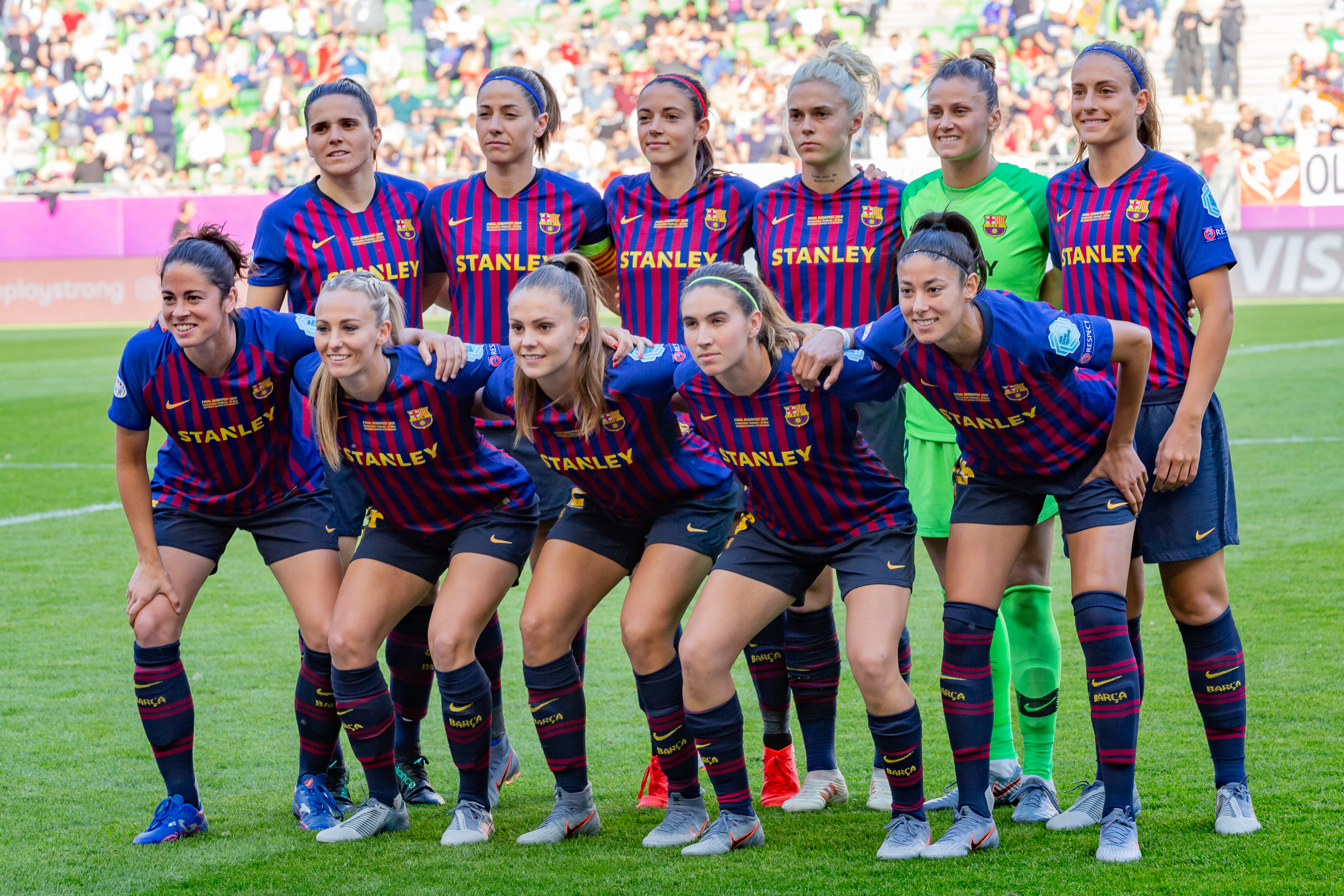
Lieke (davant al mig) amb el Barcelona durant la final de la Lliga de Campions de 2019.

Per primera vegada en la seva història, l'equip es va classificar per a la final de la lliga de campions després de derrotar en semifinals al Bayern de Múnic per 0-1 en l'anada i 1-0 en la tornada, convertint-se així en el primer equip de la lliga espanyola a disputar una final europea. La final es va disputar al Ferencvaros Stadium de Budapest, Hongria; on les blaugrana es van enfrontar a l'Olympique de Lió en un partit en que van ser derrotades per 4 gols a 1. L'únic gol del Barcelona el va marcar Asisat Oshoala aprofitant una assistència de Martens. Jugadores i staff tècnic han considerat sovint la final perduda a Budapest un punt d'inflexió pels èxits posteriors. Tot i que s'informava que el Lió estava interessat en fitxar Martens, el juliol del 2019 va ampliar el seu contracte amb el Barcelona per tres anys més fins al 2022.
Martens es va perdre la primera meitat de la temporada 2019-20 del Barcelona a causa de la gravetat de la seva lesió al dit del peu a la Copa Mundial 2019. Va tornar a entrenar el novembre de 2019 i va rebre l'alta mèdica a finals de mes.
El febrer es va disputar la primera Supercopa d'Espanya de la història. Va jugar contra l'Atlético de Madrid a la semifinal de la competició, on va marcar un gol i va donar una assistència a Oshoala en la victòria per 3-2 a favor del Barcelona. A la final, Martens va donar dues assistències i va jugar el partit sencer en la contundent victòria per 1-10 davant de la Reial Societat.
Al maig de 2020 l'equip de Lluís Cortés es va proclamar campió de la Lliga Iberdrola a falta de vuit jornades per disputar a causa a la suspensió de la competició domèstica a causa de la pandèmia de COVID-19. Amb vint-i-nou partits disputats sumava dinou victòries i dos empats, amb nou punts més que el segon, l'Atlético de Madrid. L'agost, sense ritme de competició, van classificar-se per a les semifinals de la Lliga de Campions eliminant l'Atlético de Madrid per 1-0, a partit únic i a porta tancada, però van caure eliminades en semifinals enfront del Wolfsburg amb el mateix resultat.
La Copa de la Reina va ser ajornada a causa de la pandèmia i el tram final de la competició es va jugar al febrer de 2021. Les blaugranes es van enfrontar a la final a l'Escuelas de Fútbol de Logroño a l'estadi de La Rosaleda de Màlaga on van guanyar per 3 gols a zero.

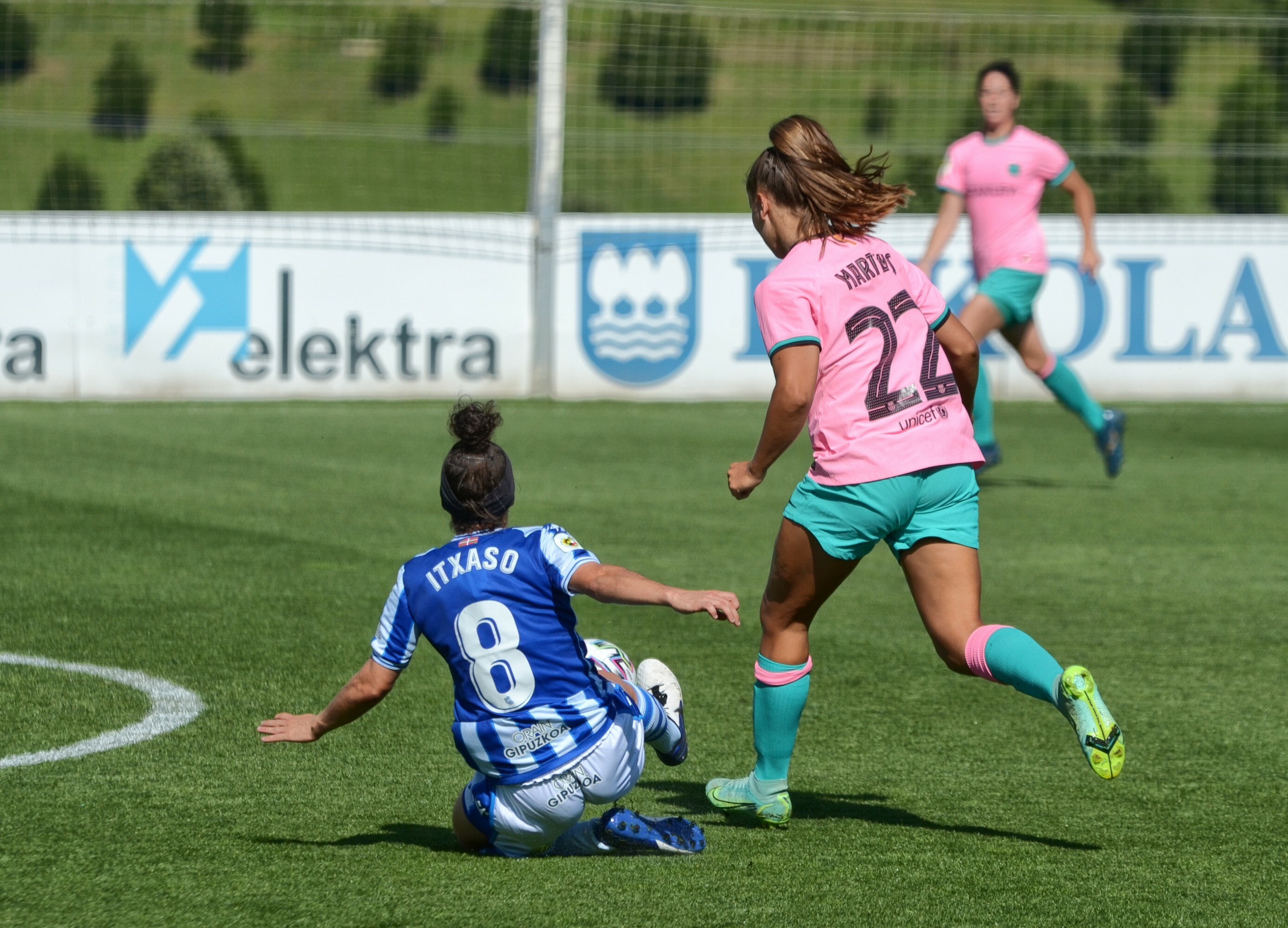
Martens davans la Reial Societat el juny de 2021.

La temporada següent va participar en un partit històric de lliga davant l'Espanyol al Camp Nou, el primer equip femení de futbol que va jugar un partit oficial a l'estadi. Va ser substituïda al minut 65 i va marcar el quart gol del partit que va acabar amb victòria per 5 a 0. El Barcelona va aconseguir el títol de lliga el maig de 2021 després de guanyar els 26 partits que havia disputat.
Martens va començar la Lliga de Campions 2020-21 marcant 3 gols en 2 partits contra el conjunt neerlandès PSV als vuitens de final. En el partit de tornada de les semifinals, Martens va marcar un doblet contra el Paris Saint-Germain. Els seus dos gols van portar el marcador global a 3-2 a favor de Barcelona i els van enviar a la seva segona final de la competició. Martens va ser titular a la final disputada el 16 de maig de 2021, i va ser una de les davanteres més implicades del Barcelona. Va donar una assistència pel quart i últim gol del Barcelona, un regat per la banda i una centrada a l'àrea que va acabar Caroline Graham Hansen. Martens va acabar la competició amb cinc gols i una assistència en set partits, i va ser inclosa a la Equip de la temporada de la Lliga de Campions.
El Barça es va convertir en el primer equip de la lliga espanyola en aconseguir el triplet al conquerir el títol de la Copa de la Reina 2020-21.
Martens va acabar la seva temporada amb 20 gols i 16 assistències en totes les competicions. L'agost de 2021, va ser una de les nominades al premi a Davantera de la temporada de la Lliga de Campions. El mateix mes, va ser nominada com a finalista del Premi a la Jugadora de l'Any de la UEFA per segona vegada en la seva carrera, al costat de les seves companyes del Barcelona Alexia Putellas i Jenni Hermoso. El novembre va ser nominada al Globe Soccer en categoria individual, així com el Barça en la categoria de millor equip femení. La revista Tuttosport la va escollir la millor futbolista de l'any d'Europa concedint-li el Golden Woman 2021. Va quedar cinquena a la Pilota d'Or. El 6 de desembre l'IFFHS va fer públic l'equip ideal de l'any 2021 que la incloïa al centre del camp.

## Estadístiques
Actualitzat al darrer partit disputat el 29.
| Club                          | Temporada                | Lliga                    | Lliga | Lliga | Copa  | Copa | Continental | Continental | Total | Total |
| Club                          | Temporada                | Div.                     | Part. | Gols  | Part. | Gols | Part.       | Gols        | Part. | Gols  |
| ----------------------------- | ------------------------ | ------------------------ | ----- | ----- | ----- | ---- | ----------- | ----------- | ----- | ----- |
| SC Heerenveen · Països Baixos | 2009-10                  | 1a                       | 18    | 2     | -     | -    | -           | -           | 18    | 2     |
| SC Heerenveen · Països Baixos | Total                    | Total                    | 18    | 2     | -     | -    | -           | -           | 18    | 2     |
| VVV-Venlo · Països Baixos     | 2010-11                  | 1a                       | 20    | 9     | -     | -    | -           | -           | 20    | 9     |
| VVV-Venlo · Països Baixos     | Total                    | Total                    | 20    | 9     | -     | -    | -           | -           | 20    | 9     |
| Standard Lièga · Bèlgica      | 2011-12                  | 1a                       | 25    | 17    | -     | -    | 2           | 1           | 27    | 18    |
| Standard Lièga · Bèlgica      | Total                    | Total                    | 25    | 17    | -     | -    | 2           | 1           | 27    | 18    |
| MSV Duisburg · Alemanya       | 2011-12                  | 1a                       | -     | -     | 1     | 0    | -           | -           | 1     | 0     |
| MSV Duisburg · Alemanya       | 2012-13                  | 1a                       | 20    | 5     | 2     | 1    | -           | -           | 22    | 6     |
| MSV Duisburg · Alemanya       | 2013-14                  | 1a                       | 10    | 2     | 2     | 3    | -           | -           | 12    | 5     |
| MSV Duisburg · Alemanya       | Total                    | Total                    | 30    | 7     | 5     | 4    | -           | -           | 35    | 11    |
| Göteborg F. C. · Suècia       | 2014                     | 1a                       | 19    | 7     | 1     | 0    | -           | -           | 20    | 7     |
| Göteborg F. C. · Suècia       | 2015                     | 1a                       | 18    | 5     | 1     | 0    | -           | -           | 19    | 5     |
| Göteborg F. C. · Suècia       | Total                    | Total                    | 37    | 12    | 2     | 0    | -           | -           | 39    | 12    |
| FC Rosengård · Suècia         | 2016                     | 1a                       | 18    | 12    | 5     | 3    | 2           | 0           | 25    | 15    |
| FC Rosengård · Suècia         | 2017                     | 1a                       | 11    | 8     | 3     | 2    | 5           | 0           | 19    | 10    |
| FC Rosengård · Suècia         | Total                    | Total                    | 29    | 20    | 8     | 5    | 7           | 0           | 44    | 25    |
| FC Barcelona · Catalunya      | 2017-18                  | 1a                       | 29    | 11    | 4     | 1    | 5           | 2           | 38    | 14    |
| FC Barcelona · Catalunya      | 2018-19                  | 1a                       | 23    | 11    | 2     | 1    | 6           | 2           | 31    | 14    |
| FC Barcelona · Catalunya      | 2019-20                  | 1a                       | 12    | 1     | 5     | 1    | 2           | 0           | 19    | 2     |
| FC Barcelona · Catalunya      | 2020-21                  | 1a                       | 25    | 15    | 3     | 0    | 8           | 5           | 36    | 20    |
| FC Barcelona · Catalunya      | 2021-22                  | 1a                       | 21    | 16    | 5     | 4    | 6           | 2           | 32    | 22    |
| FC Barcelona · Catalunya      | Total                    | Total                    | 110   | 54    | 19    | 7    | 27          | 11          | 156   | 72    |
| Total en la seva carrera      | Total en la seva carrera | Total en la seva carrera | 269   | 121   | 34    | 16   | 36          | 12          | 339   | 149   |

## Palmarès

### Campionats estatals
| Títol               | Club           | País      | Any  |
| ------------------- | -------------- | --------- | ---- |
| Supercopa BeNe      | Standard Liège | Bèlgica   | 2011 |
| Copa de Suècia      | FC Rosengård   | Suècia    | 2016 |
| Supercopa de Suècia | FC Rosengård   | Suècia    | 2016 |
| Copa Catalunya      | FC Barcelona   | Catalunya | 2017 |
| Copa de la Reina    | FC Barcelona   | Espanya   | 2018 |
| Copa Catalunya      | FC Barcelona   | Catalunya | 2018 |
| Copa Catalunya      | FC Barcelona   | Catalunya | 2019 |
| Supercopa           | FC Barcelona   | Espanya   | 2020 |
| Lliga Iberdrola     | FC Barcelona   | Espanya   | 2020 |
| Copa de la Reina    | FC Barcelona   | Espanya   | 2020 |
| Lliga Iberdrola     | FC Barcelona   | Espanya   | 2021 |
| Copa de la Reina    | FC Barcelona   | Espanya   | 2021 |
| Lliga Iberdrola     | FC Barcelona   | Espanya   | 2022 |
| Copa de la Reina    | FC Barcelona   | Espanya   | 2022 |
| Supercopa           | FC Barcelona   | Espanya   | 2022 |

### Campionats internacionals

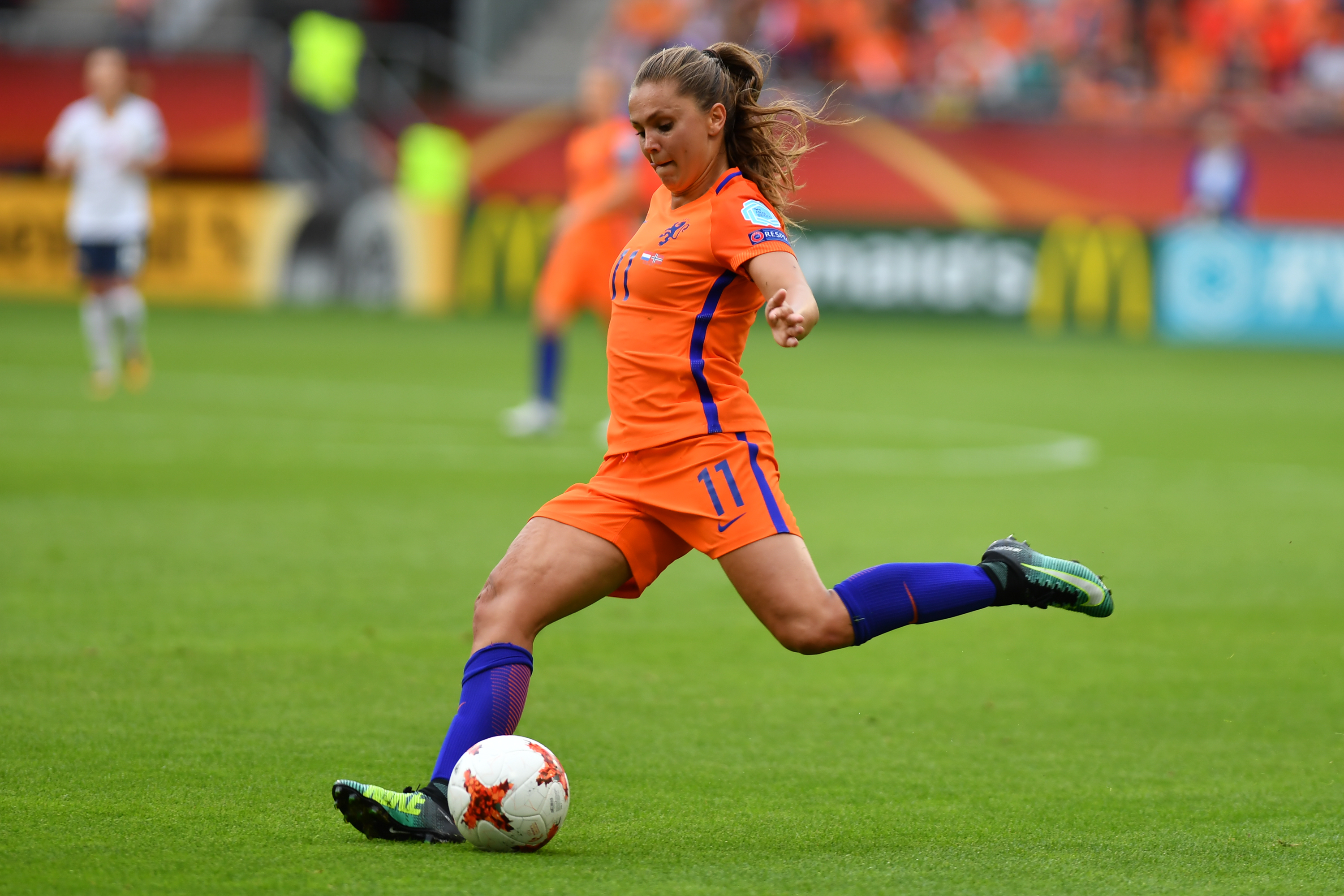
Lieke Martens el 2017.

| Títol              | Equip         | Seu de la final | Any  |
| ------------------ | ------------- | --------------- | ---- |
| Eurocopa Femenina  | Països Baixos | Marijampolė     | 2017 |
| Lliga de Campiones | FC Barcelona  | Göteborg        | 2021 |

### Distincions individuals
| Distinció                                   | Any  |
| ------------------------------------------- | ---- |
| Millor Jugadora d'Europa de la UEFA         | 2017 |
| Millor jugadora de la FIFA                  | 2017 |
| Golden Woman de Tuttosport                  | 2021 |
| Inclosa a l'equip ideal de l'any de l'IFFHS | 2021 |